# Bambole e botte
Bambole e botte (Xia ri fu xing) è un film del 1985 diretto da Sammo Hung, terzo capitolo della serie cinese Lucky Stars.

## Trama
Le Five Lucky Stars, una delle quali sostituita da un fratello minore, vengono assegnate dalla polizia per permettere a un'attrice di vivere con loro. L'attrice ha informazioni su un'associazione criminale e gli vengono inviati assassini. Ricky (Yuen Biao) e Swordflower rimarranno a casa dell'attrice sotto copertura per catturare gli assassini. Durante il corso del film, le stelle inseguono la donna attraente intorno alla casa, anche se i loro sforzi sono in gran parte infruttuosi. Al culmine, i tre assassini alla fine finiscono in un edificio ricreativo per abbattere Swordflower (scambiandola per essere il loro bersaglio), ma per coincidenza Kidstuff (Sammo Hung) ei suoi amici sono lì e riconoscono uno di loro, con l'aiuto del attrice. Muscle (Jackie Chan) e Ricky arrivano nel momento giusto e si svolge una resa dei conti, finendo infine con i protagonisti vittoriosi. La polizia e un grande gruppo di attori cinesi arrivano per congratularsi con loro.